# Brilliant Classics
Brilliant Classics es una compañía discográfica neerlandesa con sede en Leeuwarden, especializada en música clásica. Fue fundada en 1996 por el pianista Pieter van Winkel.

## Historia
La compañía fue creada en 1996 por el pianista Pieter van Winkel. Desde sus inicios, la característica diferenciada de este sello discográfico es su estrategia de marketing de ofrecer sus CD a precios económicos. Para lograrlo, la compañía se ha centrado en tres vertientes: la realización de sus propias grabaciones, la reedición de grabaciones con licencia de otras sellos y la reedición de grabaciones históricas.
Varias compañías discográficas han cedido sus derechos a Brilliant Classics, en un derecho no exclusivo ni excluyente para imprimir solo el disco físico. Entre ellas se encuentran la sueca BIS, la italiana Tactus y, aunque en menor medida, la OnClassical.

## Repertorio
El catálogo de la compañía se ha distinguido por la realización de importantes ediciones de las obras completas de los más célebres compositores clásicos, como Girolamo Frescobaldi (15 CD), Arcangelo Corelli (10 CD), Johann Sebastian Bach (160 CD), Wolfgang Amadeus Mozart (170 CD), Ludwig van Beethoven (100 CD), Fryderyk Chopin (17 CD), Johannes Brahms (58 CD) y Serguéi Rajmáninov (28 CD). Estas han sido un gran éxito comercial.
También ha creado otras ediciones de compositores importantes, aunque no recogen las obras completas: entre ellas cabe mencionar las dedicadas a y Heinrich Schütz (19 CD), Henry Purcell (16 CD), Alessandro Scarlatti (30 CD), Antonio Vivaldi (66 CD), Georg Philipp Telemann (50 CD), Georg Friedrich Händel (65 CD), Wilhelm Friedemann Bach (14 CD), Franz Joseph Haydn (160 CD), Michael Haydn (28 CD), Luigi Boccherini (37 CD), Johann Nepomuk Hummel (20 CD), Franz Schubert (69 CD), Felix Mendelssohn (40 CD), Robert Schumann (45 CD), Franz Liszt (30 CD), César Franck (23 CD), Piotr Ilich Chaikovski (60 CD), Antonín Dvořák (45 CD), Edvard Grieg (25 CD), Nikolái Rimski-Kórsakov (25 CD), Gabriel Fauré (19 CD), Richard Strauss (35 CD), Paul Dessau (12 CD) y Joaquín Rodrigo (21 CD).
Otro producto que distingue a esta compañía es la edición de cajas con varios CD o CD-Box. Esta estrategia de marketing se centra principalmente en una parte concreta de la obra completa de un compositor.
Entre las grabaciones históricas, merecen citarse las de Maria Callas, Elisabeth Schwarzkopf, Boris Christoff, Tito Gobbi, Emil Gilels, David Óistraj o Sviatoslav Richter.